# Kaiserschmarrn
Le Kaiserschmarrn ou Kaiserschmarren est un plat principal sucré réalisé avec une pâte à crêpe allégée par les blancs montés en neige ; il est donc une version enrichie ou pour la circonstance anoblie des Schmarren qui sont des plats ruraux simples à base de pâte fourrée avec des fruits (cerises, mirabelles, pommes, noix…).
Il compte parmi les spécialités autrichiennes les plus célèbres, notamment par le biais du tourisme à Vienne ou dans les stations de ski qui en fait une vitrine de la culture autrichienne pour les visiteurs étrangers. 

## Présentation
Le Kaiserschmarrn n'est en soi pas un dessert, mais ce que les Autrichiens et Allemands nomment couramment dans la vie quotidienne un « repas sucré » (Süßspeise ou süße Hauptgerichte). De ce fait, il appartient à la série des repas familiaux très appréciés des enfants de l'Alsace à la Bohême comme les Marillenknödel, les Dampfnudeln, les Liwanzen, les soufflés, les crêpes fourrées entre autres. Avant un repas sucré, on mange souvent une soupe comme entrée. En jouant sur les portions servies, on peut bien entendu servir un Kaiserschmarrn en dessert chaud, ce qui correspond davantage aux pratiques culinaires françaises où le sucré appartient plus aux desserts et aux gourmandises qu'on s'autorise en fin de repas. En revanche, il n'est pas perçu comme un gâteau et ne sera de ce fait pas spontanément servi à la traditionnelle pause café de l'après-midi en famille ou entre amis. 
Il existe d'autres Schmarren sucrés ou salés comme le Semmelschmarren aux cerises (à base de pain rassis trempé), le Topfenkaiserschmarren (à base de fromage blanc) ou le Erdäpfelschmarren (à base de pommes de terre râpées). 

## Appellation et origine du plat

### Le peu de valeur duSchmarren
Si on se réfère aux ouvrages et aux livres de recettes réalisés par des Autrichiens ou des Allemands méridionaux, un coup d'œil sur la table des matières suffit pour comprendre que les Schmarren apparaissent dans les plats principaux en dehors des desserts car ils peuvent aussi être salés ou bien dans la catégorie spécifiques des desserts chauds, mais hors pâtisserie et gâteaux. Ceci illustre la difficulté culturelle que les Autrichiens ont à rendre en français le fait qu'ils mangent parfois un plat qui ressemblerait davantage à un unique dessert pour tout repas. Le nom Schmarren est austro-bavarois ; en Bade-Wurtemberg alémanique, il se nomme Kratzete. Les Kratzete sont également servis comme accompagnement à certains légumes en sauce.
Le Schmarren du paysan, du bûcheron ou du pâtre d'alpage est devenu Kaiserschmarren par l'intermédiaire des blancs d'œuf montés en neige qui donnent à la pâte une texture plus souple, moins compacte que celle des crêpes épaisses. Le Kaiserschmarren est de ce fait plus difficile à retourner dans la poêle et cela expliquerait pourquoi on l'entaille déjà dans la poêle pendant la cuisson pour que toutes les faces des morceaux puissent dorer. Le dictionnaire d'autrichien du ministère fédéral de l'Éducation et des Arts donne deux sens : 
- le plat avec les exemples du Kaiserschmarren et du Erdäpfelschmarren ;
- le sens de « n'importe quoi », d'« objet sans valeur[8] ».

Le terme austro-bavarois Schmarren est la variante phonétique régionale du mot Schmer. Le dictionnaire allemand Duden donne le sens de « graisse », et plus particulièrement de porc, donc l'équivalent du saindoux en français. Le mot est déjà attesté en vieux haut-allemand sous la forme smero.

### Les légendes autour duKaiserschmarren

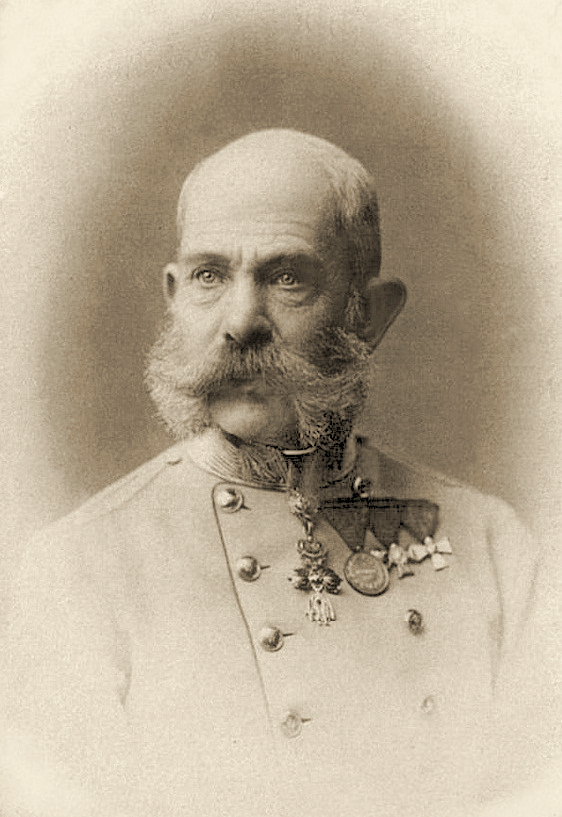
L'empereur François-Joseph Ier d’Autriche.

Il est acquis que le Kaiserschmarren est un plat à base de pâte à crêpes amélioré de raisins de Corinthe et de sucre vanillé dédié à l’empereur François-Joseph Ier.
La première origine légendaire souvent reprise est celle du pâtissier de la cour. Il avait la charge importante de créer des desserts pauvres en calories pour l’impératrice Élisabeth dite Sissi. Sa nouvelle création à base de pâte à crêpes plus aérée n’eut pas le succès escompté. C’est l’empereur qui aurait sauvé le pâtissier de son impasse en s’exclamant : « Allez va, qu’on me donne ce machin que notre Léopold nous a encore trafiqué. » Depuis, c’est devenu le « machin de l’empereur ».
La deuxième explication proche de la première dit que le plat du pâtissier aurait été dédié à l’impératrice comme Kaiserinschmarrn, mais comme il plaisait davantage à l’empereur, on le renomma Kaiserschmarrn.
La troisième histoire implique toujours l’empereur François-Joseph Ier, mais cette fois il se retrouve dans une partie de chasse en montagne. À la fin de la chasse, il fait halte dans un chalet d’alpage où le vacher-fromager proposa de lui servir un repas de chalet montagnard, dénommé Kaserschmarrn, ce qui signifie en gros « le repas-maison ». Le plat aurait tellement plu à l’empereur qu’il demanda à ce qu’on l’appelle non plus Kaserschmarrn mais Kaiserschmarrn. Le jeu de mots avec l’ajout du /i/ faisait passer le sens de « baraque » à « empereur ».
La quatrième légende explique qu’un jour, un cuisinier de la cour avait raté les crêpes ou pannequets destinés à l’empereur. Il était dépité et désemparé. Une personne proche d’un cuisinier se serait exclamée en voyant le plat en dialecte autrichien : « A Schmarrn, des am Kaiser zu servieren ! » : « impossible de servir cela à l’empereur ! »

## Recette
Il ressemble à une crêpe épaisse, grossièrement coupée en lanières. Il est généralement servi tiède, saupoudré de sucre glace et accompagné de compote de pommes ou de prunes (appelée Zwetschkenröster à Vienne et dans le nord-est de l'Autriche).
Il existe de nombreuses variantes du Kaiserschmarrn, par exemple caramélisé, aux raisins secs ou aux amandes.

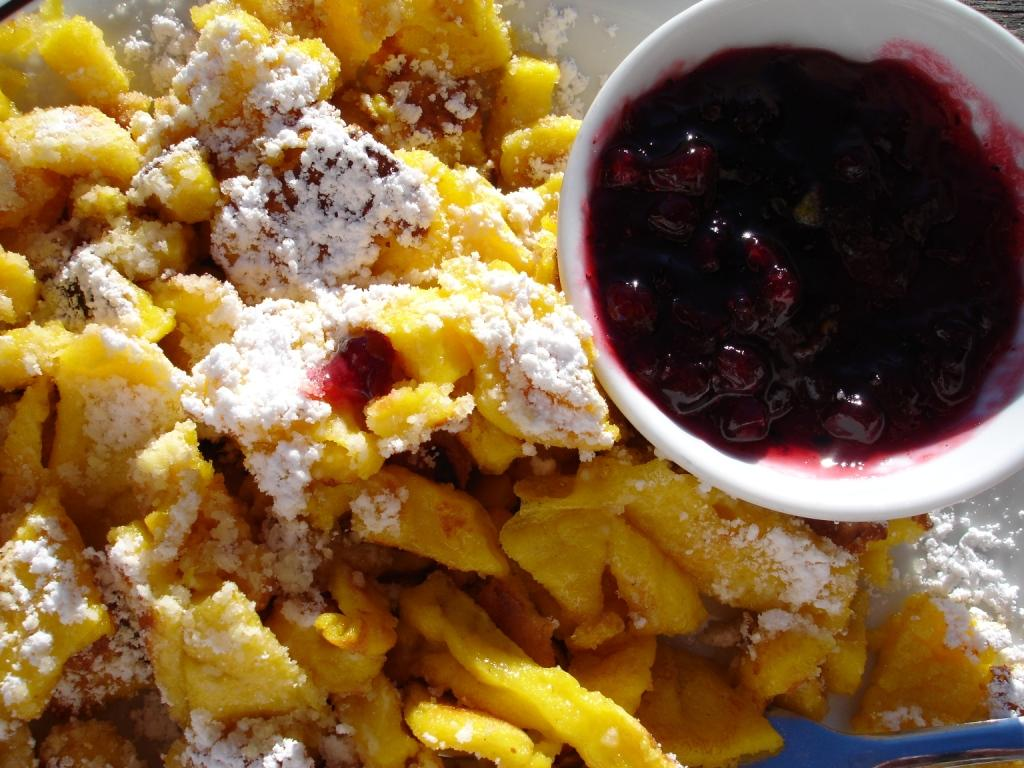
Kaiserschmarrn avec sauce airelle rouge.